# 弗拉基米尔·恩格尔哈特
弗拉基米尔·亚历山德罗维奇·恩格尔哈特（俄語：Владимир Александрович Энгельгардт，1894年12月3日—1984年7月10日），出生于莫斯科，苏联生物化学家，苏联医学科学院院士 (1944年），苏联科学院院士（1953年）以及社会主义劳动英雄（1969年）。他是俄罗斯科学院分子生物学研究所的创始人和首任主任（后更名为分子生物学恩格尔哈特研究所，以示纪念）。恩格尔哈特被认为是苏联分子生物学的创始人之一。:52-6
1984年7月10日，恩格尔哈特逝世于莫斯科。

## 荣誉和奖励
- 斯大林奖（1943年）
- 苏联国家奖（1979年）
- 社会主义劳动英雄（1969年）
- 五枚列宁勋章
- 二级卫国战争勋章
- 劳动红旗勋章
- 罗蒙诺索夫金质奖章 (1968年）